# Robert Coffy
Robert Coffy, né le 24 octobre 1920 au Biot (Haute-Savoie) et mort le 15 juillet 1995 à Saint-Zacharie (Var), est un cardinal français, archevêque de Marseille de 1985 à 1995.

## Biographie
Robert Joseph Coffy naît le 24 octobre 1920 au Biot, dans le département français de la Haute-Savoie.
Il est ordonné prêtre le 28 octobre 1944.
Nommé évêque de Gap le 11 février 1967, il est consacré le 23 avril suivant par Jean-Baptiste Sauvage.
Sept ans plus tard, le 15 juin 1974, il devient archevêque d'Albi. Enfin, le 13 avril 1985, il est nommé archevêque de Marseille.
Lors du consistoire du 28 juin 1991, il est créé cardinal par le pape Jean-Paul II avec le titre de cardinal-prêtre de S. Luigi Maria Grignion de Montfort.
Il démissionne à 74 ans le 22 avril 1995 et meurt trois mois plus tard, le 15 juillet 1995, d'un cancer.

## Décisions importantes
En 1979, alors qu'il est archevêque d'Albi, il accueille et reconnaît la communauté des Béatitudes fondée entre autres par Gérard Croissant.